# Baby Sharks große Show!
Die große Show von Baby Shark! (Koreanisch: 아기상어: 올리와 윌리엄) ist eine animierte Kinderfernsehserie, die auf der Marke "Baby Shark" von The Pinkfong Company basiert. Nickelodeon Animation Studio koproduziert die Show mit Pinkfong.
In Südkorea, Die Große Show Von Baby Shark! Debütierte auf dem Educational Broadcasting System (EBS) mit einem Weihnachtsspecial am 25. Dezember 2020. Ab September 2021 wird die Serie mittwochs und donnerstags regelmäßig auf EBS1 ausgestrahlt. In den Vereinigten Staaten wurde es am 11. Dezember 2020 auf Nickelodeon uraufgeführt.

## Handlung
In der Unterwasserstadt Carnivore Cove erlebt Baby Shark verschiedene musikalische Abenteuer mit seinem besten Freund William, seinen anderen Freunden und seiner Familie.

## Charaktere

### Hauptfiguren
- Brooklyn "Baby" Shark (gesprochen von Kim Seo-yeong auf Koreanisch, Kimiko Glenn auf Englisch) ist ein gelber Hai und der Protagonist. Die Episoden "Sink or Swim", "Swimming with the Sharks", "Water Buggin'", "Monday Funday", "Shark House Rock", "Deep Dark Disco", "Swim Break", "Dinner with Bentley" und "Assembly Required" konzentrieren sich auf ihn und seine Familie.
- William (gesprochen von Yeo Min-jeong auf Koreanisch, Luke Youngblood auf Englisch) ist ein orangefarbener männlicher Pilotfisch und Brooklyns bester Freund.
- Mommy Shark (gesprochen von Moon Nam-sook auf Koreanisch, Natasha Rothwell auf Englisch) ist ein rosa Hai.
- Daddy Shark (gesprochen von Jeong Jae-heon auf Koreanisch, Eric Edelstein auf Englisch) ist ein blauer Hai.
- Grandma Shark (gesprochen von Kim Eun-ah, Debra Wilson auf Englisch) ist ein oranger Hai.
- Opa Shark (gesprochen von Lee Won-chan auf Koreanisch, Patrick Warburton auf Englisch) ist ein grüner Hai.

### Unterstützende Charaktere
- Chucks (gesprochen von Yoon Eun-seo auf Koreanisch, Alex Cazares auf Englisch) ist ein lila männliches Seepferdchen, das ungeschickt ist. Die Episoden "Snowball Bonanza", "Flow Bros", "Fishtival of Lights", "The Freeze Out", "Fishy Scouts" und "Do or Diary" konzentrieren sich auf ihn. ↵
- Ezra (gesprochen von TBA auf Koreanisch, Robbie Daymond auf Englisch) ist Chucks' Seepferdchenvater.  Anya (gesprochen von TBA auf Koreanisch, Georgia King auf Englisch) ist Chucks' fischige Stiefmutter.
- Maddie (gesprochen von TBA auf Koreanisch, Sirena Irwin auf Englisch) ist Chucks ältere fischige Stiefschwester.
- Daphne (gesprochen von TBA auf Koreanisch, Tara Strong) ist Maddies Delfinfreund, der auch in der Spielhalle arbeitet.
- Neil (gesprochen von TBA auf Koreanisch, JP Karliak auf Englisch) ist Maddies Freund, der ein Ringelblumenfisch mit einem dunklen Magenta-Mohawk ist.
- Bread (gesprochen von TBA auf Koreanisch, Jim Rash auf Englisch) ist Maddies Freund, der ein grüner Fisch mit einem roten Hut ist.
- Butter (gesprochen von TBA auf Koreanisch, Alexander Polinsky auf Englisch) ist Maddies Freund, der ein bläulicher Indigofisch mit einer roten Jacke ist.  Clucks (gesprochen von Fred Tatasciore) ist Chucks' Haustier-Seehuhn, das schläft.  Vola (gesprochen von Kim Euh-ah auf Koreanisch, Kimberly Brooks auf Englisch) ist ein grüner Tintenfisch, der tomboyish ist und Sport liebt. Sie hat zwei Mütter.[ 8] Die Episoden "Medieval Tides", "The Great Skate Race", "Extreme Dodge Bubble", "The Trouble with Bunny Slugs", Petstravaganza" und "Ice Ice Vola" konzentrieren sich auf sie.   Goldie (gesprochen von Kim Bona auf Koreanisch, Cole Escola auf Englisch) ist ein goldener weiblicher Goldfisch, der oft eitel und extravagant ist. Die Episoden "The Show Must Flow On", "The Treat Goblin", "Funny Fish" und "Goldie's Understudies" konzentrieren sich auf sie. ↵  Herzogin (gesprochen von Cristina Milizia) ist Goldies Haustiermuschel, die in hohem Ton singt, in dem der Boden erschüttert wird.
- Hank (gesprochen von Yoon Eun-seo auf Koreanisch, Georgie Kidder auf Englisch) ist ein Blauwal und der jüngste von Babys Freunden. Die Episoden "Rocky-Bye", "Bad Hank", "Fort Fin-ship", "The Slug Hank Redemption", "Doctor Drama", "Sherman in the Middle", "Finception", "The Cutie Pirate" und "Whale Songs" konzentrieren sich auf ihn. ↵  Rocky ist Hanks Haustierfelsen.  Sherman (gesprochen von TBA auf Koreanisch, Gary Anthony Williams auf Englisch) ist Hanks Walvater.
- Ashley (gesprochen von TBA auf Koreanisch, Cristina Milizia auf Englisch) ist Hanks jüngere Wal-Stiefschwester.
- (gesprochen von TBA auf Koreanisch, Shelby Young auf Englisch) ist Hanks andere jüngere Wal-Stiefschwester.
- Slobber Slug (gesprochen von Fred Tatasciore) ist eine Slobber-Schnecke, die später in der Episode der 3. Staffel "Petstravaganza" zu Hanks Haustier wurde.
- Shadow (gesprochen von Lee Sang Ho auf Koreanisch, Cristina Pucelli auf Englisch) ist ein grauer männlicher Hai und Babys Erzrivale.

## Synchronisation
| Rolle                           | Darsteller           | Sprecher            |
| ------------------------------- | -------------------- | ------------------- |
| Baby Shark                      | (Kimiko Glenn)       | Sarah Tkotsch       |
| Vola                            | (Kimberly Brooks)    | Peggy Pollow        |
| Goldie                          | (Cole Escola)        | Dirk Petrick        |
| William (Gesang)                | (Luke Youngblood)    | Tim Kreuer          |
| William (Sprache)               | (Luke Youngblood)    | Christian Zeiger    |
| Groß-Flosse                     | (Nolan North)        | Lucas Wecker        |
| Vigo (Sprache)                  | (Andrew Morgado)     | Harald Effenberg    |
| Chucks                          | (Alex Cazares)       | Philip Süß          |
| Flowbot 3000                    | (JP Karliak)         | Lucas Wecker        |
| Leah (Gesang)                   | (Ego Nwodim)         | Catherine Chikosi   |
| Bait                            | (Rama Vallury)       | Alex Friedland      |
| Blizzard Wizard                 | (Ben Schwartz)       | Andreas Meese       |
| Bloop                           | (Kaitlyn Robrock)    | Julia Bautz         |
| Captain Blubberbart (1. Stimme) | (Raul Ceballos)      | Lucas Wecker        |
| Captain Blubberbart (2. Stimme) | (Raul Ceballos)      | Gerald Schaale      |
| Costello                        | (Alexander Polinsky) | Rajko Geith         |
| Ezra                            | (Robbie Daymond)     | Thomas Schmuckert   |
| Hank                            | (Georgie Kidder)     | Oliver Szerkus      |
| Maddie                          | (Sirena Irwin)       | Susanne Geier       |
| Marty Minnow                    | (Griffin Puatu)      | Lucas Wecker        |
| Penny Pirhana                   | (Aria Surrec)        | Lana Finn Marti     |
| Remy                            | (Dee Bradley Baker)  | Julia Bautz         |
| Seestern-Alien                  | (Luke Youngblood)    | Lucas Wecker        |
| Shadow                          | (Cristina Pucelli)   | Marco Rosenberg     |
| Switch                          | (Tara Strong)        | Johanna von Gutzeit |
| Vigo (Gesang)                   | (Andrew Morgado)     | Lucas Wecker        |